# Набережний провулок (Київ)
На́бережний прову́лок — провулок у Голосіївському районі міста Києва, місцевість Корчувате. Пролягає від Столичного шосе до Набережно-Корчуватської вулиці.

## Історія
Провулок виник у 1-й половині XX століття. Сучасна назва — з 1958 року.
До провулку не приписано жодного будинку.